# 阿卡斯工业
阿卡斯工业公司（Access Industries, Inc.）是一家美国综合性私营企业，1986年创办，涉足自然资源、化工、媒体和电信等领域，在美国、欧洲、以色列和拉丁美洲运营。